# 潮型掃海艇
潮型掃海艇（うしおがたそうかいてい）は、大日本帝国海軍が運用した掃海艇の艇級の一つ。全艇が神風型駆逐艦 (初代)からの転用。後に浦波型掃海艇（うらなみがたそうかいてい）、第七号型掃海艇（だいななごうがたそうかいてい）と改称された。
また、初代第七号型の除籍と同時に発生した2代第七号型掃海艇および第九号型掃海艇（だいきゅうごうがたそうかいてい）についても記す。こちらは海風型駆逐艦および楢型駆逐艦からの転用。
本記事では法令上の艇型名を使用するとともに艇型名の変遷についても取り扱い、また掃海艇時代の事柄だけを取り扱う。他艦種時代あるいは他船種時代の事柄、要目については各艦個別の記事を参照のこと。

## 潮型掃海艇/浦波型掃海艇/第七号型掃海艇（初代）
1923年（大正12年）6月30日、艦艇類別等級に掃海艇が新設され、第一型の6隻が同別表に登載された。次いで1924年（大正14年）12月1日、神風型駆逐艦のうち夕立、夕暮、神風、初霜、如月、響、浦波、磯波、水無月、長月、菊月、綾波、潮、子日、朝風、若葉、春風、初雪の18隻が掃海艇となり、これら18隻は1926年（大正15年）11月29日に潮型の艇型名に分類された。1928年（昭和3年）4月1日、潮、夕立、夕暮、神風、初霜、如月、響、子日、朝風、若葉、春風、初雪が除籍され、残された6隻は浦波型の艇型名となり、さらに6月20日の内令をもって8月1日より第七号型（初代）の艇型名に改正された。
以下、「潮型」時代の艦艇類別等級別表の登載順に従い記述する。
潮
元神風型駆逐艦「潮」。1924年（大正13年）12月1日、掃海艇に類別。佐世保防備隊第十一掃海隊に編入。1926年（大正15年）11月29日、潮型掃海艇に分類。1927年（昭和2年）1月10日、佐世保鎮守府第十一掃海隊に編入。1928年（昭和3年）4月1日除籍。
夕立
元神風型駆逐艦「夕立」。1924年（大正13年）12月1日、掃海艇に類別。横須賀防備隊第二掃海隊に編入。1926年（大正15年）11月29日、潮型掃海艇に分類。1927年（昭和2年）1月10日、横須賀鎮守府第二掃海隊に編入。1928年（昭和3年）4月1日除籍。
夕暮
元神風型駆逐艦「夕暮」。1924年（大正13年）12月1日、掃海艇に類別。横須賀防備隊第二掃海隊に編入。1926年（大正15年）11月29日、潮型掃海艇に分類。1927年（昭和2年）1月10日、横須賀鎮守府第二掃海隊に編入。1928年（昭和3年）4月1日除籍。
神風
元神風型駆逐艦「神風」。1924年（大正13年）12月1日、掃海艇に類別。横須賀防備隊第二掃海隊に編入。1926年（大正15年）11月29日、潮型掃海艇に分類。1927年（昭和2年）1月10日、横須賀鎮守府第二掃海隊に編入。1928年（昭和3年）4月1日除籍。
初霜
元神風型駆逐艦「初霜」。1924年（大正13年）12月1日、掃海艇に類別。横須賀防備隊第二掃海隊に編入。1926年（大正15年）11月29日、潮型掃海艇に分類。1927年（昭和2年）1月10日、横須賀鎮守府第二掃海隊に編入。1928年（昭和3年）4月1日除籍。
如月
元神風型駆逐艦「如月」。1924年（大正13年）12月1日、掃海艇に類別。横須賀防備隊第二掃海隊に編入。1926年（大正15年）11月29日、潮型掃海艇に分類。1927年（昭和2年）1月10日、横須賀鎮守府第二掃海隊に編入。1928年（昭和3年）4月1日除籍。
響
元神風型駆逐艦「響」。1924年（大正13年）12月1日、掃海艇に類別。横須賀防備隊第二掃海隊に編入。1926年（大正15年）11月29日、潮型掃海艇に分類。1927年（昭和2年）1月10日、横須賀鎮守府第二掃海隊に編入。1928年（昭和3年）4月1日除籍。
浦波/第八号掃海艇（初代）
元神風型駆逐艦「浦波」。1924年（大正13年）12月1日、掃海艇に類別。呉防備隊第六掃海隊に編入。1926年（大正15年）11月29日、潮型掃海艇に分類。1928年（昭和3年）4月1日、浦波型掃海艇に分類変更。1928年（昭和3年）8月1日、第七号型掃海艇に分類変更し、艇名を「第八号掃海艇」（初代）に改称。1930年（昭和5年）1月20日、呉鎮守府第六掃海隊に編入。1930年（昭和5年）6月1日除籍。
磯波/第七号掃海艇（初代）
元神風型駆逐艦「磯波」。1924年（大正13年）12月1日、掃海艇に類別。呉防備隊第六掃海隊に編入。1926年（大正15年）11月29日、潮型掃海艇に分類。1928年（昭和3年）4月1日、浦波型掃海艇に分類変更。1928年（昭和3年）8月1日、第七号型掃海艇に分類変更し、艇名を「第七号掃海艇」（初代）に改称。1930年（昭和5年）1月20日、呉鎮守府第六掃海隊に編入。1930年（昭和5年）6月1日除籍。
水無月/第十号掃海艇（初代）
元神風型駆逐艦「水無月」。1924年（大正13年）12月1日、掃海艇に類別。呉防備隊第六掃海隊に編入。1926年（大正15年）11月29日、潮型掃海艇に分類。1928年（昭和3年）4月1日、浦波型掃海艇に分類変更。1928年（昭和3年）8月1日、第七号型掃海艇に分類変更し、艇名を「第十号掃海艇」（初代）に改称。1930年（昭和5年）1月20日、呉鎮守府第六掃海隊に編入。1930年（昭和5年）6月1日除籍。
長月/第十一号掃海艇（初代）
元神風型駆逐艦「長月」。1924年（大正13年）12月1日、掃海艇に類別。呉防備隊第六掃海隊に編入。1926年（大正15年）11月29日、潮型掃海艇に分類。1928年（昭和3年）4月1日、浦波型掃海艇に分類変更。1928年（昭和3年）8月1日、第七号型掃海艇に分類変更し、艇名を「第十一号掃海艇」（初代）に改称。1930年（昭和5年）1月20日、呉鎮守府第六掃海隊に編入。1930年（昭和5年）6月1日除籍。
菊月/第十二号掃海艇（初代）
元神風型駆逐艦「菊月」。1924年（大正13年）12月1日、掃海艇に類別。呉防備隊第六掃海隊に編入。1926年（大正15年）11月29日、潮型掃海艇に分類。1928年（昭和3年）4月1日、浦波型掃海艇に分類変更。1928年（昭和3年）8月1日、第七号型掃海艇に分類変更し、艇名を「第十二号掃海艇」（初代）に改称。1930年（昭和5年）1月20日、呉鎮守府第六掃海隊に編入。1930年（昭和5年）6月1日除籍。
綾波/第九号掃海艇（初代）
元神風型駆逐艦「綾波」。1924年（大正13年）12月1日、掃海艇に類別。呉防備隊第六掃海隊に編入。1926年（大正15年）11月29日、潮型掃海艇に分類。1928年（昭和3年）4月1日、浦波型掃海艇に分類変更。1928年（昭和3年）8月1日、第七号型掃海艇に分類変更し、艇名を「第九号掃海艇」（初代）に改称。1930年（昭和5年）1月20日、呉鎮守府第六掃海隊に編入。1930年（昭和5年）6月1日除籍。
子日
元神風型駆逐艦「子日」。1924年（大正13年）12月1日、掃海艇に類別。佐世保防備隊第十一掃海隊に編入。1926年（大正15年）11月29日、潮型掃海艇に分類。1927年（昭和2年）1月10日、佐世保鎮守府第十一掃海隊に編入。1928年（昭和3年）4月1日除籍。
朝風
元神風型駆逐艦「朝風」。1924年（大正13年）12月1日、掃海艇に類別。佐世保防備隊第十一掃海隊に編入。1926年（大正15年）11月29日、潮型掃海艇に分類。1927年（昭和2年）1月10日、佐世保鎮守府第十一掃海隊に編入。1928年（昭和3年）4月1日除籍。
若葉
元神風型駆逐艦「若葉」。1924年（大正13年）12月1日、掃海艇に類別。佐世保防備隊第十一掃海隊に編入。1926年（大正15年）11月29日、潮型掃海艇に分類。1927年（昭和2年）1月10日、佐世保鎮守府第十一掃海隊に編入。1928年（昭和3年）4月1日除籍。
春風
元神風型駆逐艦「春風」。1924年（大正13年）12月1日、掃海艇に類別。佐世保防備隊第十一掃海隊に編入。1926年（大正15年）11月29日、潮型掃海艇に分類。1927年（昭和2年）1月10日、佐世保鎮守府第十一掃海隊に編入。1928年（昭和3年）4月1日除籍。
初雪
元神風型駆逐艦「初雪」。1924年（大正13年）12月1日、掃海艇に類別。佐世保防備隊第十一掃海隊に編入。1926年（大正15年）11月29日、潮型掃海艇に分類。1927年（昭和2年）1月10日、佐世保鎮守府第十一掃海隊に編入。1928年（昭和3年）4月1日除籍。

## 第七号型掃海艇（2代）/第九号型掃海艇
1928年（昭和3年）8月1日、浦波型掃海艇は「第七号型掃海艇」に艇型名を改正され、磯波、浦波、綾波、水無月、長月、菊月はそれぞれ第七号掃海艇から第十二号掃海艇の番号名に改称された。1930年（昭和5年）6月1日にこれら全艇は全て除籍され、海風型駆逐艦の全てと楢型駆逐艦のうち2隻がそれぞれ第七号型掃海艇（2代）と第九号型掃海艇に分類された。以下、艇型名および艇名の順に記す。

### 第七号型掃海艇（2代）
第七号掃海艇（2代）
元海風型駆逐艦「海風」。1930年（昭和5年）6月1日、掃海艇に類別。第七号型掃海艇に分類し、艇名を「第七号掃海艇」（2代）に改称。呉防備隊第六掃海隊に編入。1934年（昭和9年）11月15日、呉鎮守府第六掃海隊に編入。1936年（昭和11年）4月1日除籍。
第八号掃海艇（2代）
元海風型駆逐艦「山風」。1930年（昭和5年）6月1日、掃海艇に類別、第七号型掃海艇に分類し、艇名を「第八号掃海艇」（2代）に改称。呉防備隊第六掃海隊に編入。1934年（昭和9年）11月15日、呉鎮守府第六掃海隊に編入。1936年（昭和11年）4月1日除籍。

### 第九号型掃海艇
第九号掃海艇（2代）
元楢型駆逐艦「楢」。1930年（昭和5年）6月1日、掃海艇に類別、第九号型掃海艇に分類し、艇名を「第九号掃海艇」（2代）に改称。呉防備隊第六掃海隊に編入。1934年（昭和9年）11月15日、呉鎮守府第六掃海隊に編入。1936年（昭和11年）4月1日、第六掃海隊解隊により呉鎮守府附属に配置換え。1936年（昭和11年）7月1日除籍。
第十号掃海艇（2代）
元楢型駆逐艦「榎」。1930年（昭和5年）6月1日、掃海艇に類別、第九号型掃海艇に分類し、艇名を「第十号掃海艇」（2代）に改称。呉防備隊第六掃海隊に編入。1934年（昭和9年）11月15日、呉鎮守府第六掃海隊に編入。1936年（昭和11年）4月1日除籍。